# Powiat Jánoshalma
Powiat Jánoshalma (węg. Jánoshalmai járás) – jeden z dziesięciu powiatów komitatu Bács-Kiskun na Węgrzech. Siedzibą władz jest miasto Jánoshalma.

## Miejscowości powiatu Jánoshalma
- Borota
- Jánoshalma
- Kéleshalom
- Mélykút
- Rém